# Luyi
Luyi (鹿邑县,  Lùyì Xiàn) ist ein Kreis in der chinesischen Provinz Henan, der zum Verwaltungsgebiet der bezirksfreien Stadt Zhoukou gehört. Luyi hat eine Fläche von 1.238 km² und zählt 878.200 Einwohner (Stand: Ende 2018).
Der daoistische Taiqinggong-Tempel von Luyi (Luyi Taiqinggong yizhi 鹿邑太清宫遗址) steht seit 2001 auf der Liste der Denkmäler der Volksrepublik China (5-78).